# Хилијазам
Хилијазам (или миленаризам) је вера у скори долазак Христовог земаљског хиљадугодишњег царства.
Хилијазам је учење да ће Христовом другом доласку претходити хиљадугодишње царство праведника на земљи. Идеја царствовања народа Божијег на земљи потиче из јудаизма, нарочито из тешког периода римске власти. Јевреји су хилијазам унели у хришћанство. Познати хилијаста из апостолског доба је Керинт. Хилијазам је у хришћанству у почетку прихватан чак и од стране Отаца Цркве. Разлог су била, вероватно, многа гоњења хришћана у прва четири века. Главно место на које се хилијасти позивају јесте Јованово откровење (20,1-8).,
где се каже да ће Сатана бити свезан на хиљаду година, а да ће мученици за Христа оживети и царовати са њим хиљаду година. Након тога ће опет бити пуштен да вара народ (Отк.Јов.20.8)
Са престанком гоњења, ишчезава и хилијазам. Оци у чијим учењима има хилијастичких елемената: Папије Јерапољски, Јустин Философ, Иринеј Лионски, Тертулијан, Иполит Римски, Лактанције. Против хилијазма нарочито су писали презвитер Гај и Дионисије Александријски. Хилијастичке идеје се јављају и касније, нпр. када су крсташи 1099. освојили Јерусалим, затим у Реформацији у 16. веку итд. Данашње хилијастичке верске групе су: мормони, анабаптисти, адвентисти и др.